# Любижня
Любі́жня — пасажирський залізничний зупинний пункт Івано-Франківської дирекції Львівської залізниці.
Розташований у селищі Делятин, Надвірнянського району, Івано-Франківської області на лінії Івано-Франківськ — Делятин між станціями Надвірна (15 км) та Делятин (3 км).
Станом на лютий 2019 року щодня три пари дизель-потягів прямують за напрямком Рахів/Яремче — Івано-Франківськ.